# Dissidia 012: Final Fantasy
Dissidia 012: Final Fantasy (ディシディア デュオデシム, Dishidia duodeshimu), prononcé Dissidia Duodecim Final Fantasy, est un jeu vidéo de combat développé et édité par l'entreprise japonaise Square Enix. Il s'agit de la préquelle de Dissidia Final Fantasy. Son développement a été annoncé le 7 septembre 2010 dans le Famitsu, un magazine japonais spécialisé dans les jeux vidéo. Le jeu est sorti le 3 mars 2011 au Japon et le 25 mars 2011 en Europe. Partout dans le monde, une édition limitée nommée "Edition Legacy" est sortie, comprenant le jeu, une boîte aux artworks exclusifs, des cartes d'artworks des nouveaux venus, un livret spécial et une carte contenant le code pour télécharger gratuitement des costumes exclusifs de Tifa et Squall.

## Système de jeu
Le jeu réunit des personnages de tous les jeux Final Fantasy du I au XIII.
Le système de combat dans Dissidia 012: Final Fantasy est assez différent des jeux de combats traditionnels, surtout à cause de l'apparition d'un nouveau paramètre: les Braveries. Ce paramètre donne naissance à d'autres notions telles que les Bravery Attacks et les HP Attacks.
Les Braveries d'un combattant représentent la quantité de dégâts que ses attaques spéciales peuvent infliger à son adversaire. Chaque combattant commence avec une certaine quantité de Braveries (Braveries par défaut) et cette quantité varie en fonction de son niveau: plus son niveau est grand, plus ses Braveries par défaut sont grandes. Pendant un combat, un combattant peut gagner plus de Braveries en infligeant des Bravery Attacks à son adversaire, tout comme il peut en perdre en subissant des Bravery Attacks.
Une Bravery Attack est une attaque qui fait diminuer les Braveries de l'adversaire. Les Braveries d'un combattant augmentent au détriment de ceux de son adversaire, c'est-à-dire que les Braveries d'un combattant augmentent autant que celles de son adversaire diminuent lorsqu'il (ce combattant) inflige des Bravery Attacks à son adversaire. Lorsqu'un combattant arrive à faire tomber les Braveries de son adversaire à 0, on dit qu'il a fait un Bravery Break à son adversaire et le combattant gagne ainsi des Braveries bonus. Une plus grande quantité de Braveries garantit une HP Attack plus puissante. À noter que les Bravery Attacks ne font pas diminuer les PV de l'adversaire, les HP Attacks s'en chargent.
Une HP Attack (HP=PV en Anglais) est une attaque qui fait diminuer les PV de l'adversaire. La quantité de PV diminuée à l'adversaire dépend de la quantité de Braveries du combattant: plus les Braveries sont grandes, plus de PV les HP Attacks font diminuer. Lorsqu'une HP Attack d'un combattant réussit, ses Braveries retombent à 0. Chaque personnage dispose d'une HP Attack fatale appelée EX Burst qui fait diminuer plus de PV en plus de ceux que ses Braveries sont censés diminuer. Il faut remplir entièrement la EX Gauge avant de pouvoir réaliser une telle attaque. Lorsqu'un combattant arrive à mettre les PV de son adversaire à 0, son adversaire est K.O et la victoire revient à ce combattant.

Les combats se déroulent dans un environnement en 3D et se font en 1 contre 1 (si on oublie d'évoquer les Assist Characters). Il y a exactement 31 personnages jouables dont 16 sont disponibles dès le début du jeu et 15 sont à débloquer. Un joueur peut améliorer un personnage comme il le souhaite en lui ajoutant des accessoires, en personnalisant ses Bravery Attacks et ses HP Attacks, et peut même le faire monter de niveau.

## Multijoueur
Il existe aussi un mode multijoueur dans lequel des joueurs peuvent s'affronter en réseau local ou en ligne. Un salon peut accueillir jusqu'à 16 joueurs selon le mode de jeu, bien que les combats se font toujours en 1 contre 1. Les joueurs peuvent utiliser leurs personnages personnalisés, ou alors utiliser les personnages prédéfinis, selon les paramètres choisis par l'hôte du salon. Chaque joueur dispose d'une carte de combattant composée de son pseudo, d'une icône et d'un petit message, que le joueur peut modifier selon ses goûts. La carte de combattant d'un joueur permet de s'identifier par rapport aux autres joueurs en réseau local ou en ligne.

## Trame

### Synopsis
La principale nouveauté dans Dissidia 012 est le Scénario Principal 012 : La Trahison des Dieux, qui raconte l'histoire du douzième cycle de guerre entre les guerriers invoqués par les dieux Cosmos et Chaos, symboles respectivement de l'Harmonie et de la Discorde. Le jeu permettra de faire avancer l'histoire via un nouveau genre d'Odyssée du Destin (désormais sous forme d'une carte à l'instar des premiers Final Fantasy), toutefois les déplacements dans les "donjons" se feront toujours à l'aide de plateaux. Cependant à celles des Héros seront ajoutées celles des guerriers de Chaos. L'objectif principal consistera à expliquer ce qui est arrivé aux divers nouveaux personnages tels que Lightning, Tifa et Kain, les changements de camp de Tidus, Cloud et Terra, et surtout la raison de l'absence dans Dissidia de certains personnages, soit dans le treizième cycle.
Le Scénario Principal 013 : La Lumière Pour Tous est une version légèrement retouchée du scénario de Dissidia, premier du nom, mettant en scène la quête des guerriers de Cosmos pour les Cristaux, qui leur permettront de vaincre Chaos.
Enfin, le dernier scénario met en scène un autre conflit, bien après la 13e bataille, où l'on rencontre enfin le responsable de cette guerre éternelle qui explique l'origine de celle-ci, apportant à ce scénario auparavant plutôt léger des éléments complexes faisant référence à d'autre Final Fantasy, notamment à Final Fantasy V avec le Néant et Shinryu.

### Personnages
Tous les personnages jouables de Dissidia : Final Fantasy font leur retour, et huit nouveaux personnages apparaissent :
- Kain Highwind, de Final Fantasy IV
- Gilgamesh, de Final Fantasy V
- Tifa Lockhart, de Final Fantasy VII
- Laguna Loire, de Final Fantasy VIII
- Yuna, de Final Fantasy X
- Prishe, de Final Fantasy XI
- Vaan, de Final Fantasy XII
- Lightning, de Final Fantasy XIII
- Feral Chaos, de Dissidia 012: Final Fantasy
| Final Fantasy      | Camps de Cosmos               | Camps de Chaos     |
| ------------------ | ----------------------------- | ------------------ |
| Final Fantasy I    | Guerrier de Lumière           | Garland            |
| Final Fantasy II   | Firion                        | L'Empereur         |
| Final Fantasy III  | Chevalier Oignon              | Nuage des Ténèbres |
| Final Fantasy IV   | Cecil Harvey, Kain Highwind   | Golbez             |
| Final Fantasy V    | Bartz Klauser                 | Exdeath, Gilgamesh |
| Final Fantasy VI   | Terra Brandford               | Kefka Palazzo      |
| Final Fantasy VII  | Cloud Strife, Tifa Lockhart   | Sephiroth          |
| Final Fantasy VIII | Squall Leonhart, Laguna Loire | Ultimecia          |
| Final Fantasy IX   | Djidane Tribal                | Kuja               |
| Final Fantasy X    | Tidus, Yuna                   | Jecht              |
| Final Fantasy XI   | Shantotto, Prishe             |                    |
| Final Fantasy XII  | Vaan                          | Gabranth           |
| Final Fantasy XIII | Lightning                     |                    |
| Dissidia Duodecim  |                               | Chaos, Feral Chaos |

Pour les joueurs ayant acheté la démo "Prologus", le personnage d'Aerith, de Final Fantasy VII, est disponible en personnage d'Assist.

## Remarques
- Les positions de Chaos et de Cosmos sur le logo ont été interverties en comparaison avec le logo de Dissidia.
- Depuis le 17 janvier 2011, une démo payante du jeu, nommé Prologus, est disponible sur le PlayStation Store japonais et facturé 300 Yens, puis le 15 mars est arrivée la même démo sur le PSN Américain pour 2 $90 ainsi que sur le PSN store européen pour 2,99 € depuis le 23 mars 2011.
- De nouveaux costumes seront disponibles tels que le costume Advent Children de Tifa ou la version " Amano" de costumes tels que Terra, Cloud, Squall et Kefka
- De nouvelles invocations seront disponibles, comme Bryhnildr de Final Fantasy XIII.
- Le nouveau mode Histoire s'étalera sur une quinzaine d'heures, cependant à celles-ci s'ajoutent aussi le scénario de Dissidia (légèrement revu pour l'occasion). Ainsi la longévité de Duodecim atteindra la soixantaine d'heures.
- De nombreux personnages ont subi de gros changements tels que Kefka et Shantotto.
- Quelques personnages à l'image de Tidus sont présents lors de la douzième guerre dans le camp de Chaos contrairement à la treizième. De même, Jecht initialement guerrier de Chaos se retrouve dans Duodecim du côté des soldats de Cosmos.
- Terra peut être comptée comme dans le camp de Chaos étant donné qu'elle sera sous le contrôle de Kefka et Cloud of Darkness.
- Une forme alternative de Chaos, nommée Feral Chaos, est jouable.
- La traduction du jeu est limitée aux seuls dialogues, les menus, équipements et autres sont en anglais.
- Aerith est présente dans le jeu pour tous ceux qui ont téléchargé Prologus. En effet cette démo permet d'obtenir Aerith et ses 3 costumes en personnage d'Assist dans le jeu complet.
- Au fil du temps, des costumes alternatifs pour les personnages du jeu sont sortis sur le PSN. Ainsi on peut déjà voir arriver un costume sans casque du Guerrier de la Lumière, une tenue à capuche pour Djidane, Squall dans sa version Kingdom Hearts, un costume rouge et blanc pour Tifa ou le costume de Tireuse (dans FF X-2 ) de Yuna. La plupart sont payants.
- De même que pour les costumes, des packs de musiques originales viendront en téléchargement, comme un pack de 3 musiques de Final Fantasy IX. Ils seront tous payants sur le PSN européen et américain.